# 日進ゴム
 日進ゴム 株式会社 （にっしんごむ、英文社名：Nisshin Rubber Co.,Ltd.）は、岡山県岡山市北区に本社を置くシューズ、ゴム製品製造販売を行う会社である。高い防滑性能のHyperVシリーズなどで知られる。  

## 概要
安全靴・作業靴・厨房靴・スポーツシューズ・地下足袋・教育シューズなどの履物や産業用ゴム・合成樹脂の製品製造、リサイクルゴムを活用した環境製品及び素材の研究、開発、製造ならびに販売を行っている。
中でもゴム素材として突出した防滑性能を持つHyperV(ハイパーＶ)は同社製の靴底や産業用ゴム部品として有名。アウトソールとして他のシューズメーカーにも提供されている。2022年1月現在、乾いた路面や水や油で高いグリップ性能を持つHyperVと、雪や氷に特化したHyperVスタッドレスソール、パウダー状の粒子に特化した粉HyperVが発売されている。

## 沿革
| 昭和7年  | 岡山市上石井348番地（現駅元町14番辺り）に日進ゴム工業所として創業。 欧米向け輸出用布靴（サンフラワー印）を製造す。                                                    |  |
| 昭和18年 | 丸和護謨工業所（大正11年創業、地下足袋製造）を合併、貼付地下たびの製造を始める。 日進ゴム株式会社と改称す。                                                           |  |
| 昭和27年 | 自力印総ゴム長靴、婦人雨靴の製造を始める。 |  |
| 昭和35年 | 岡山市高柳東町13番46号に分工場建設し地下たび、布靴のアッパー縫製を行う。                                                                                              |  |
| 昭和42年 | サンフラワー印のカジュアルシューズの製造販売を始める。 |  |
| 昭和47年 | ミスターヤング印カジュアルシューズの製造販売を始める。 |  |
| 昭和48年 | 中国軽工業品進出口総公司とゴム履物について技術交流を始める。 駅元町より高柳東町に本社及び工場を移転、同時に自動車用防振ゴムの製造を始める。                           |  |
| 昭和54年 | 中国鞍山ゴム第一工場と友好工場の議定書締結す。 |  |
| 昭和62年 | 上海凱達電気、電子工場とアッパー縫製の技術提携調印。 |  |
| 平成2年  | 合弁企業、上海凱達縫製品有限公司を設立。 |  |
| 平成4年  | 鞍山日進ゴム有限会司を設立。 平成3年通商産業省選定グットデザイン商品日用品部門に於て中小企業庁長官特別賞を受賞。                                                      |  |
| 平成10年 | 全国中小企業融合化促進財団より中小企業長官賞・優秀製品賞を受賞。 |  |
| 平成12年 | 渡邉昌平会長（故人） 鞍山市より名誉市民の称号を授かる。 |  |
| 平成13年 | 鞍山日進橡膠有限公司ISO9002認証を取得す。 水島港国際物流センター株式会社（第3セクター）へ出資し、玉島物流センターを開設する。                                         |  |
| 平成15年 | 岡山県循環型社会形成推進条例により、岡山県エコ製品の認定を受ける。 （認定番号 岡エコゴム製品 第1号・2号） ISO9001：2000,JIS9001：2000を取得する。（登録番号 JQ1527A） |  |
| 平成17年 | 岡山県より、「岡山・わが社の技」の認定を受ける。（認定番号 083） 高柳東町より今八丁目に本社を移転。                                                                   |  |
| 平成18年 | 御津工業団地内に技術開発センターを開設。 |  |
| 平成20年 | 第16回中国地域ニュービジネス協議会大賞の特別賞（会長賞）を受賞。 第3回ニッポン新事業創出大賞の社団法人ニュー ビジネス協議会連合会会長賞優秀賞を受賞。                 |  |
| 平成21年 | ISO9001：2008に移行。（登録番号 JQ1527C） 平成22年10月 環境事業部を設立し、環境製品の製造･販売を本格的に開始。                                                        |  |
| 平成30年 | ISO9001：2015に移行（登録番号JQ1527F） |  |
| 平成31年 | HyperVスタッドレスソール「SS-02」が第31回中小企業優秀新技術・新製品賞を受賞 （主催りそな中小企業振興財団 日刊工業新聞社）                                             |  |

## 展開ブランド
- 自力

1932年の創業時から展開する地下足袋のブランド。かつては多くの鳶職人、建設や土木現場で活躍した地面の感覚を足に伝え、高所などで足元を掴むような作業を支えた防滑力のある履物。地下足袋は足の親指と他の趾を分離する第一趾間部に沿って設けられた切れ込み「又割れ」、また履き口に取り付けられた金属製の留め具「はぜ」、薄いゴム製の防滑底を特長とする。現在でも林業や農業、祭りなどで活躍している。
- HyperV

日進ゴム株式会社が開発したHyperVソールを搭載した高耐滑性の安全靴や作業靴のブランド。HyperVソールは通常の路面はもちろん、水や油などが飛散した場所でも驚異的なグリップ力を発揮するラバーソール。その性能は世界トップクラスを誇り、タテ・ヨコ・ナナメのすべての方向で滑りにくい構造で、体重がかかったときだけグリップ力がかかる立体的V字の重層構造「HyperVレイヤー構造」が実現している。各種工場や物流業、飲食店、高所作業などで、作業者の安全を確保し、転倒事故を未然に防ぐ為に開発された商品。現在は氷や雪の上で対しスパイクや硬い異物無しで効果を発揮する「HyperVスタッドレスソール」を搭載した作業靴や、食品工場などでの目詰まりによるスリップ事故防止と液体上での防滑性能を両立した「HyperV DELTAソール」を搭載した厨房用作業靴、粉体によるスリップへの対策に特化した「粉HyperV」を搭載した作業靴などがこのブランドから販売されている。
- JIRIKI

日進ゴム株式会社が開発したHyperVソールを搭載した高耐滑性のスポーツシューズブランド。パワーリフティング専用シューズや自転車競技専用シューズがラインナップされている。中でも同社日本工場製のパワーリフティング専用モデル"JIRIKI JKP-#2"は約4㎜と非常に薄い靴底となっており、競技者のフロアへのパワー伝達をより高め、独特のフルフラット形状、またデッドリフト時に外側に靴が変形することを防ぐため、独特のゴムパーツを搭載しベンチプレスでもデッドリフトでも高いパフォーマンスを発揮できるため、国内外のパワーリフターから高い評価を得ている。
- RALLY ROUND

日進ゴム株式会社のサステナブルスニーカーブランド。旗艦モデルとなる"PO-JA"は、竹パウダーと天然ゴムによるソール、コーヒーフィルターをアップサイクルして作られた生地、天然コルクでできたインソールと、93％が植物由来の素材で構成されている。非常に軽量で柔らなソールと、通気性の良さが人気である。同社国内工場で生産され北欧ブランドとのコラボレーションも行われている。
- NISSHIN FLEX

日進ゴム株式会社の道路・景観資材ブランド。廃タイヤをリサイクルしたボラードや車止め、公園などに施工されるゴムチップタイル等から構成される。中でも同社の石目調塗装は柔らかく接触時にも安全なゴムで大理石や御影石風のボラードを施工できることが人気。また独自の昇温抑制効果をもったゴムチップタイルはプールサイドでの利用や暑さ対策に注目されている。
- 教育シューズ

日進ゴム株式会社の学校向け上履きや体育館シューズのブランド。40年以上の実績があり、子供の足の発育と靴に関する研究も続けている。それらのノウハウは有名キッズブランドのＯＥＭ製造にも活かされている。学校生活のほとんどの時間で履くことになる上履きや体育館シューズに求められる足へのフィット感、通気性、耐久性が追求されている。

## 営業拠点
- 岡山県岡山市

本社：岡山市北区今八丁目16番17号
環境事業部、技術開発センター：岡山市北区御津高津
- 中国

鞍山自力橡膠製品有限公司 (鞍山市)
上海日進凱達有限公司 (上海市)

## 出演
- 2022/1 TBS系列「アッコにおまかせ!」
- 2021/12 日本テレビ系列「それって?!実際どうなの課」
- 2020/12 「世界の果てまでイッテQ！イモトジャパンツアー」
- 2020/11 日経トレンディNo.469　21年ヒット予測
- 2019/6 HyperV商品がフジテレビ「でんじろうのTHE実験」
- 2019/5 HyperV使用の特製スーツがテレビ東京「世界を驚かせろ！ニッポン企業のドッキリ大作戦」
- 2018/3 HyperV商品が読売テレビ「大阪ほんわかテレビ」
- 2018/1 HyperVスタッドレスソールがNHK総合「凄ワザ！」
- 2016/10 HyperV商品がフジテレビ系「パッとやってみた！」
- 2015/12 NHK BSプレミアム「驚き！ニッポンの底力　おそうじ大国物語」
- 2014/07 HyperV商品がTBSテレビ「ひるおび！」
- 2012/12  ハイパーＶシートがフジテレビ「ほこ×たて」
- 2011/09 HyperV商品がテレビ東京「所さんの学校では教えてくれないそこんトコロ！」
- 2011/09 HyperV商品がＮＨＫ「おはよう日本　まちかど情報室」
- 2011/08 HyperV商品がフジテレビ系「めざましテレビ　ココ調」
- 2011/04 地元ラジオ局『キラリと光るおかやまの企業』
- 2008/06 HyperV商品が日本テレビ系「おもいッきりイイ！！テレビ」
- 2007/06 HyperV商品がフジテレビ系「めざましテレビ」
- 2007/05 HyperV商品がフジテレビ系「ザ・ベストハウス１２３」
- 2005/09 HyperV商品がテレビ東京系ワールドビジネスサテライト”トレたま”